# Герб Царства Польского
Герб Ца́рства По́льского — официальный государственный символ Царства Польского в составе Российской империи с 1815 по 1917 годы.

## История
После поражения Наполеона, на части Варшавского герцогства отошедшей к России по итогам Венского конгресса 1815 года, было образовано Царство Польское. До 1831 года оно пользовалось широкой автономией. В 1832 году после поражения польского восстания, на основании Органического статута упразднялись существовавшие ранее элементы польской государственности и царство Польское объявлялось нераздельной частью российского государства. После подавления Польского восстания 1863-64 годов часто называлось просто «Привислинский край».
Первый герб Царства был введён Временным правительством в 1815 году. Это был в геральдическом щите польский белый орёл, увенчанный короной.
В 1822 году в герб внесены изменения: «он представлял собой российского двуглавого орла, на груди которого на горностаевой мантии щит с польским гербом. В лапах орла, помимо державы и скипетра, был ещё и меч». Именно такой герб изображён на польском гроше 1822 года.
После подавления первого польского восстания в 1832 году по предложению Министра юстиции Сенатом был утверждён новый герб: В червлёном овальном щите белый, одноглавый орёл с золотыми клювом и когтями, червлёными глазами и языком, увенчанный золотой, королевской, короной. Но даже после этого российский двуглавый орёл с нагрудным польским щитком иногда использовался: на медалях, на дворцовом императорском штандарте, на обложке Гербовника «Дворянские гербы Царства Польского, пожалованные российскими императорами» и в других случаях. Известно цветное изображение 1842 года, где на груди российского орла на французском щите располагается польский герб, а также рисунок полного герба Царства Польского, составленный Б. Кёне в 1858 году.
C 1832 года герб Царства Польского располагается на крыле российского орла наряду с другими «царствами».
Титульные гербы Росcиийского императора, как элементы Большого герба государства, впервые были утверждены 8 декабря 1856 года. Польский герб имел описание: «Герб Царства Польского: в червлёном щите серебряный коронованный орел; клюв его и когти золотые». В следующем году было утверждено и его изображение.

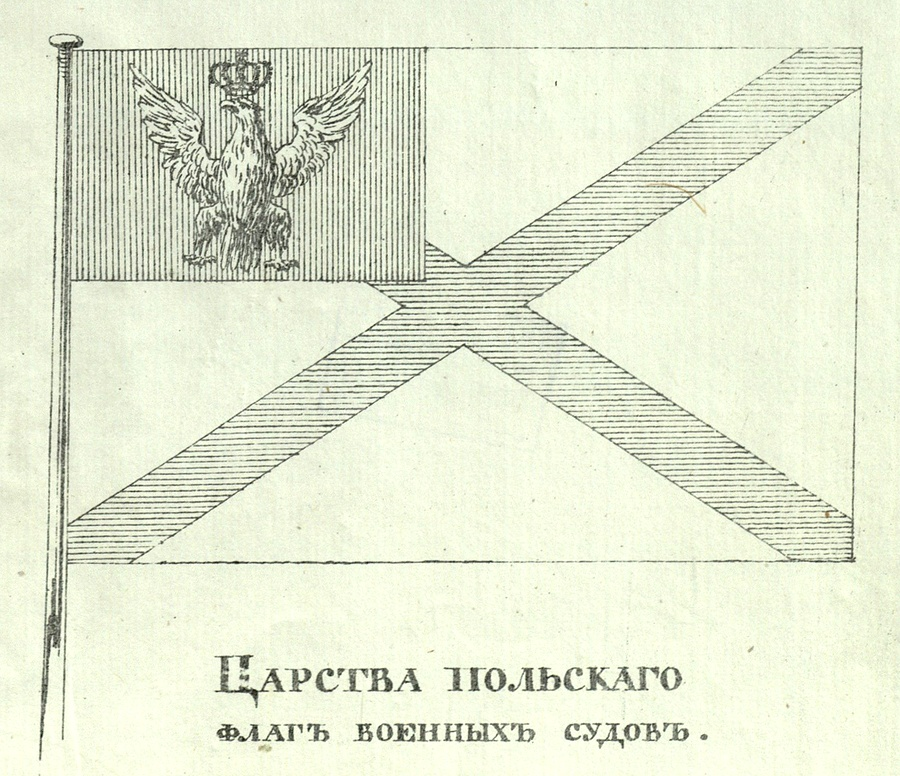
Флаг военных судов Царства Польского с гербом Царства. 1815—1833 гг.
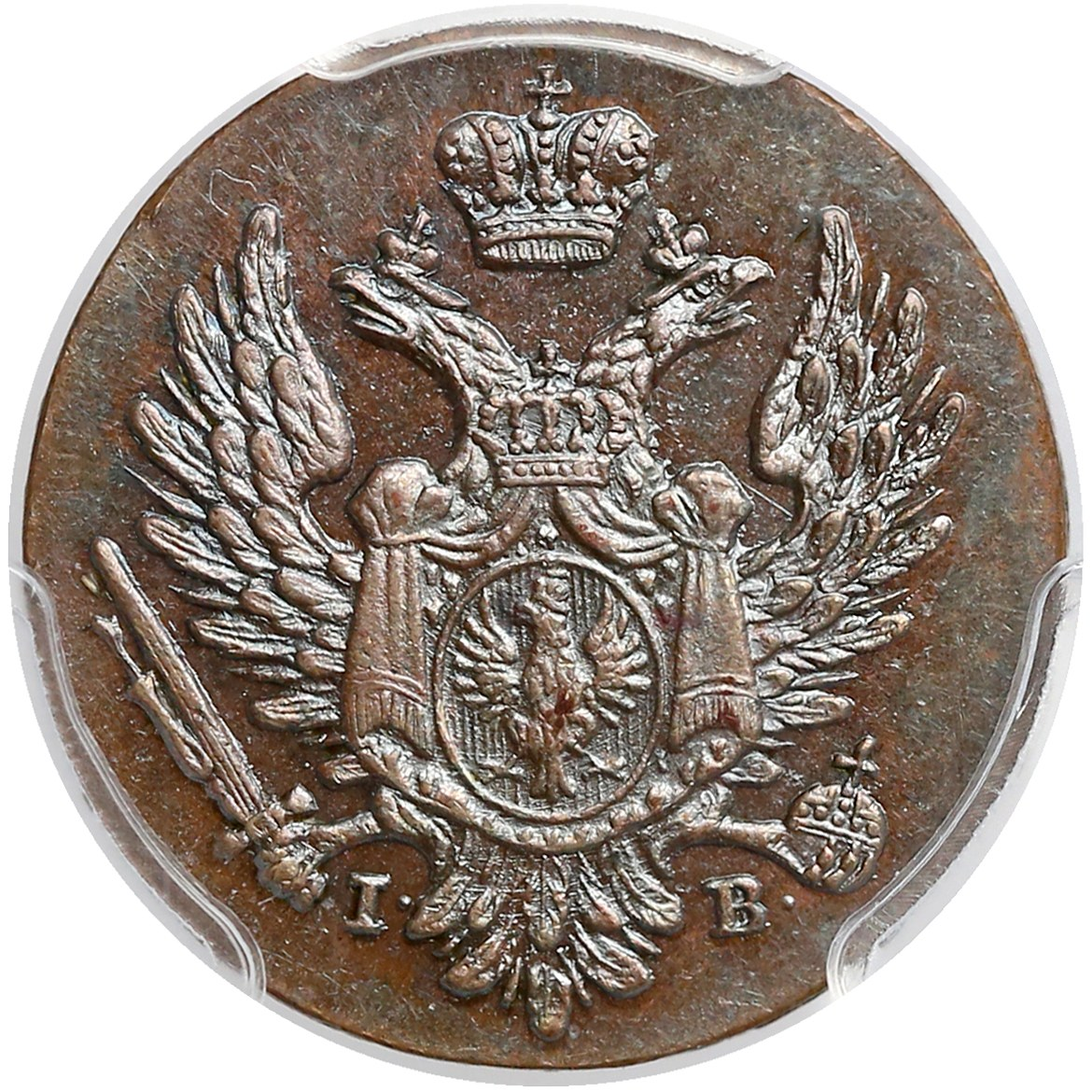
Польский грош 1822 года
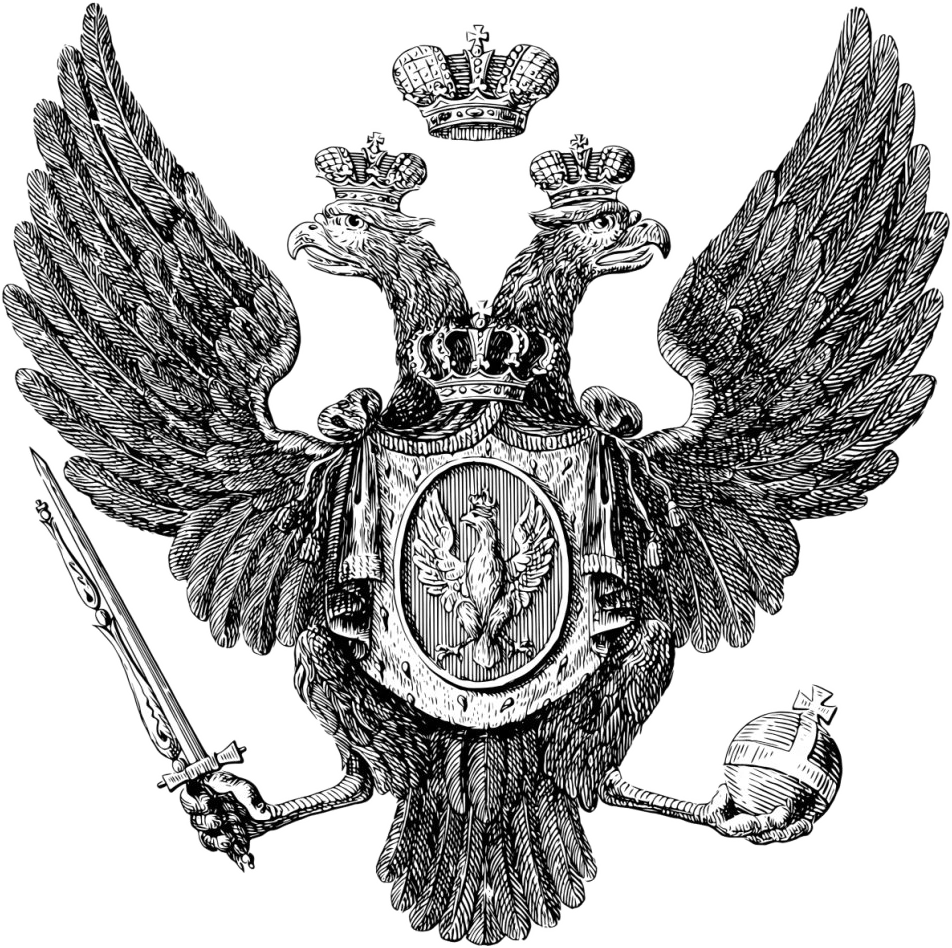
Из «Дворянские гербы Царства Польского, пожалованные российскими императорами».
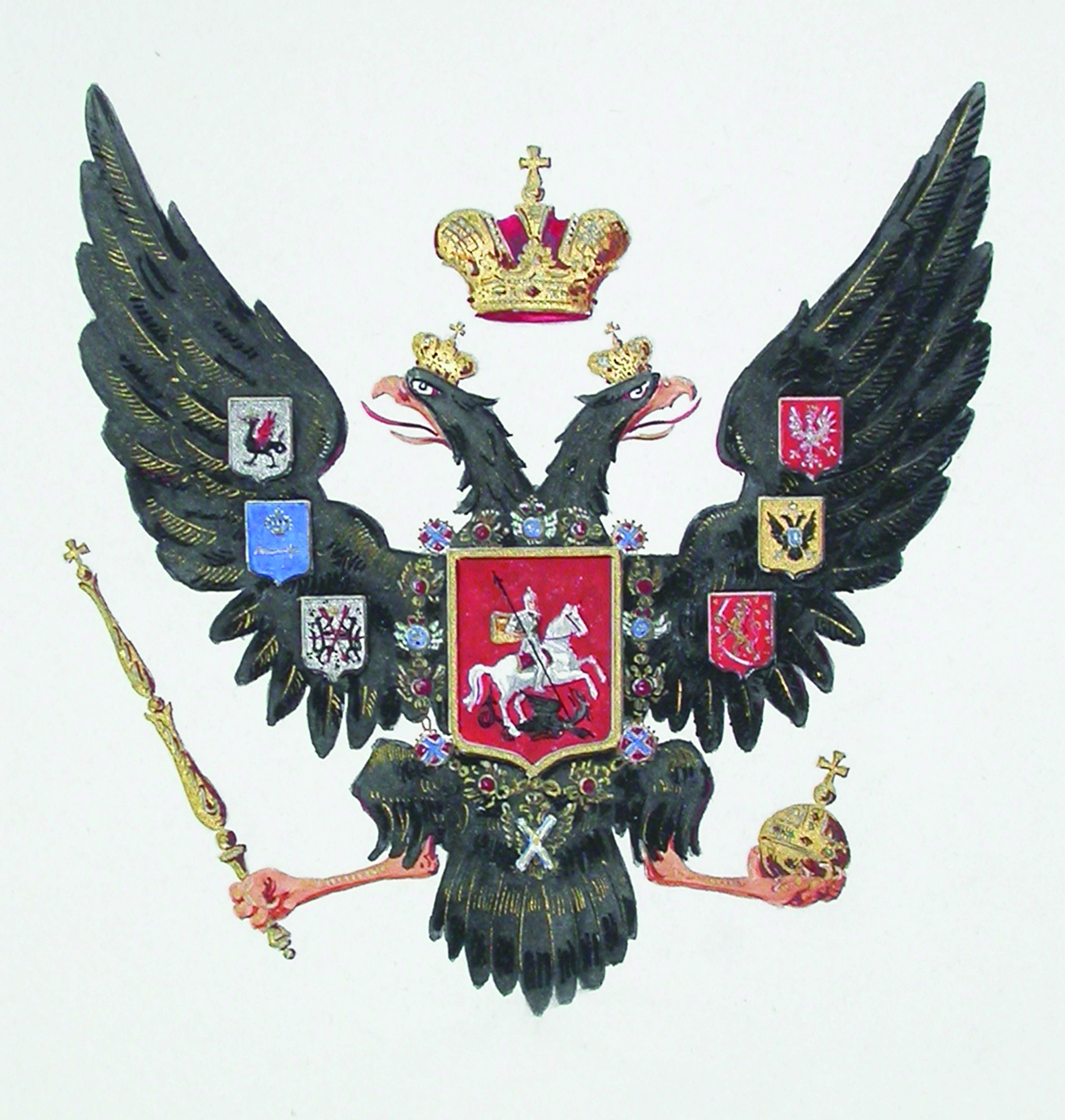
Польский герб на крыльях российского орла. 1830
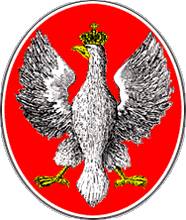
Польский герб 1832 года
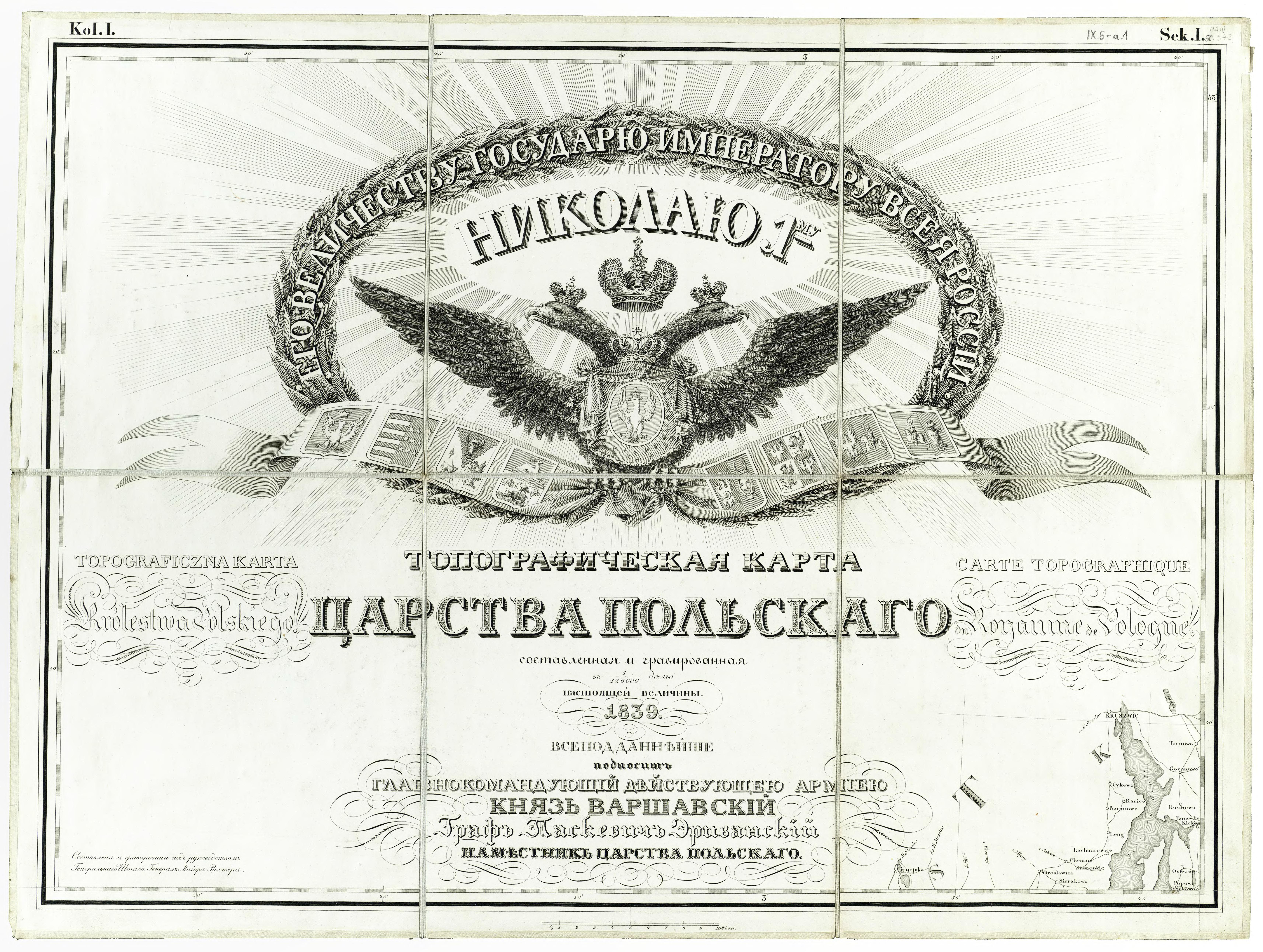
Обложка альбома карты с гербами Царства Польского и её губерний. 1839
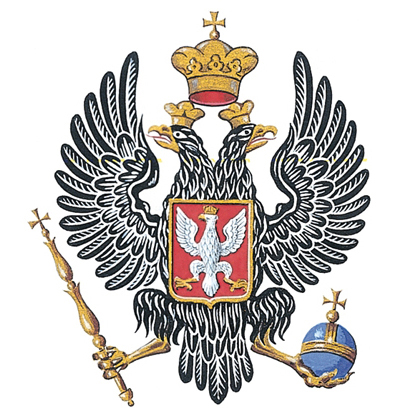
Большой герб Царства Польского. 1842
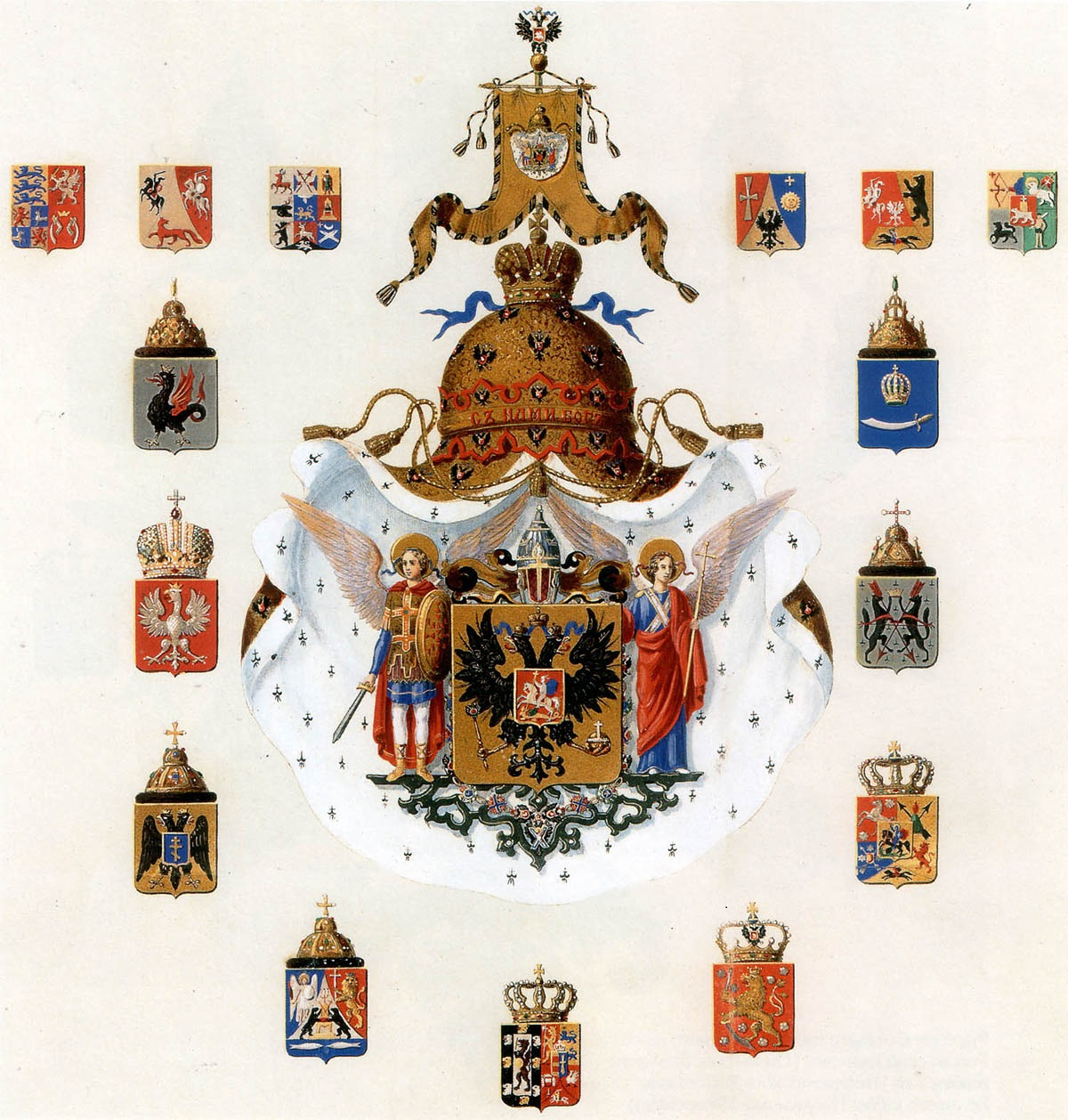
На большом гербе Российской империи. 1856
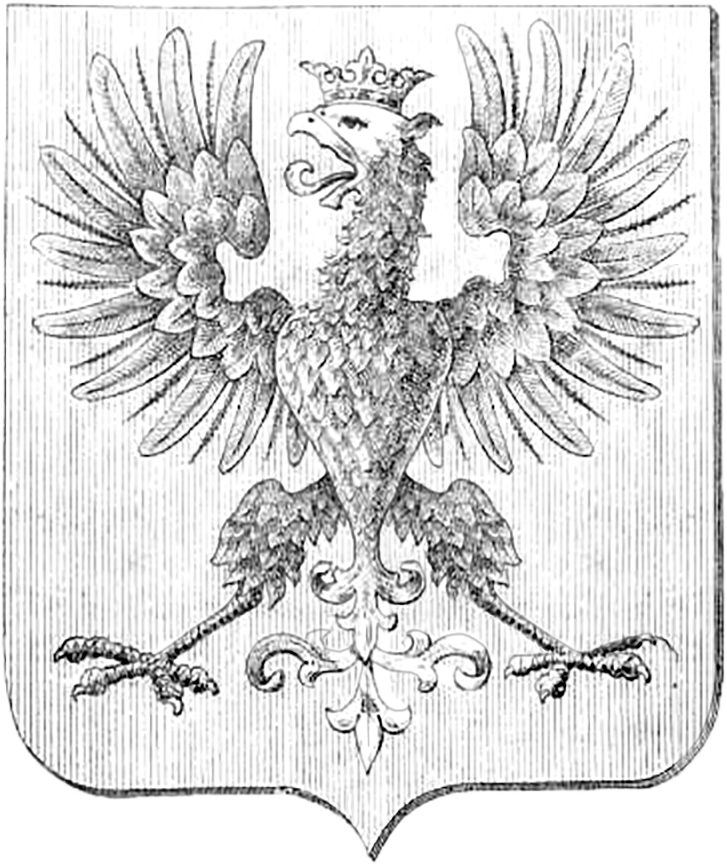
Рисунок титульного герба. 1857
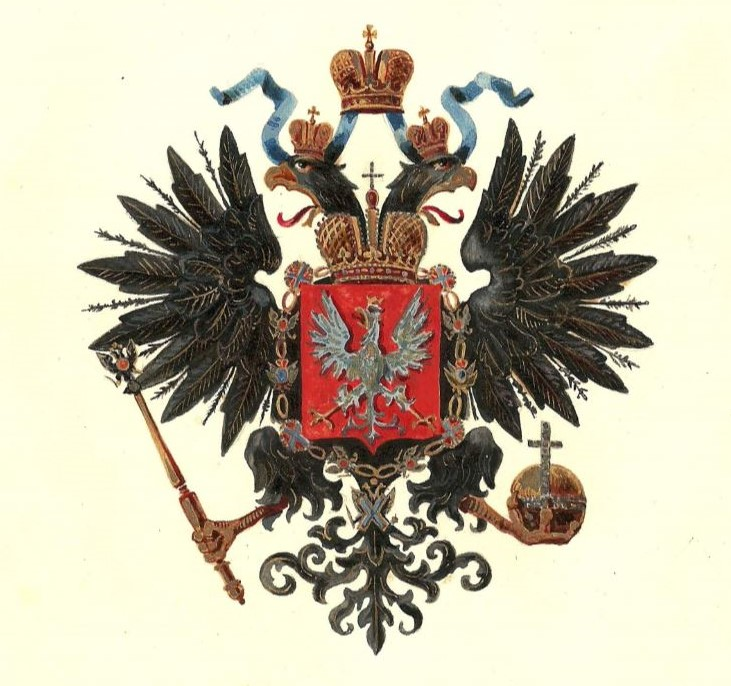
Большой герб Царства Польского. 1858
С большого герба империи, 1883. Герб увенчан короной Анны Иоанновны
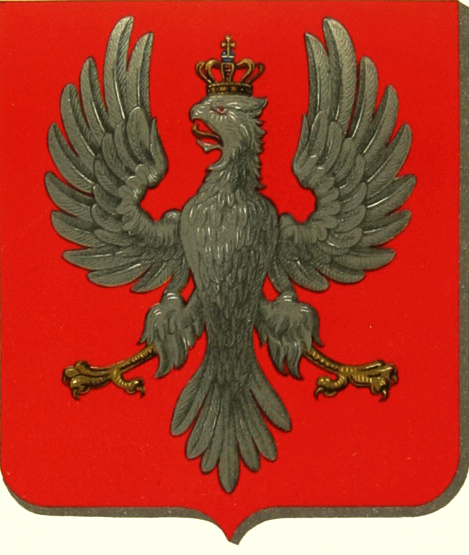
Из гербовника Дурасова. 1907